# Старая Деревня (платформа, Санкт-Петербург)
Ста́рая Дере́вня — железнодорожная платформа в Приморском районе Санкт-Петербурга на линии Санкт-Петербург — Сестрорецк — Белоостров.
Расположена недалеко от здания администрации Приморского района, рядом со станцией метро «Старая Деревня». Рядом с платформой находится трамвайное кольцо 19-го маршрута. Платформа, кассовый павильон и трамвайное кольцо находятся с южной стороны пути.
Платформа была открыта в 1983 году недалеко от места существовавшего с 1924 года блок-поста. До 9 февраля 1999 года именовалась «11-й километр».

## Реконструкция 2007 года
В 2007 году платформа оборудована автоматизированной системой контроля оплаты проезда.
Вместе с этим были выполнены следующие работы:
- Выполнен «загон» для пассажиров, ожидающих поезда;
- Демонтированы лестницы для пассажиров в концах платформы;
- Установлены пандусы для передвижения инвалидов;
- Железнодорожные пути вне платформы были огорожены решёткой.

## Путевое развитие
От железнодорожного пути в районе платформы отходит подъездной путь в промзону между железнодорожной насыпью и Мебельной улицей.

## Инженерные сооружения
В сторону станции Новая Деревня:
- Железнодорожные переезды:
  - по Торфяной дороге;
  - по Серафимовскому переулку;
  - по продолжению Полевой Сабировской улицы — бывший Земской переезд, закрыт в 2000 году, подъезды к путям огорожены, со стороны улицы Оскаленко превращены в автостоянку.
  - по набережной Чёрной речки на продолжение Сабировской улицы — закрыт в 1983 году;
- мост через Чёрную речку.
- трубопровод над железнодорожными путями около Торфяной дороги

В сторону платформы Яхтенная:
- Путепровод через железнодорожные пути по Планерной улице.
- Путепровод через железнодорожные пути Западного скоростного диаметра.

## Галерея

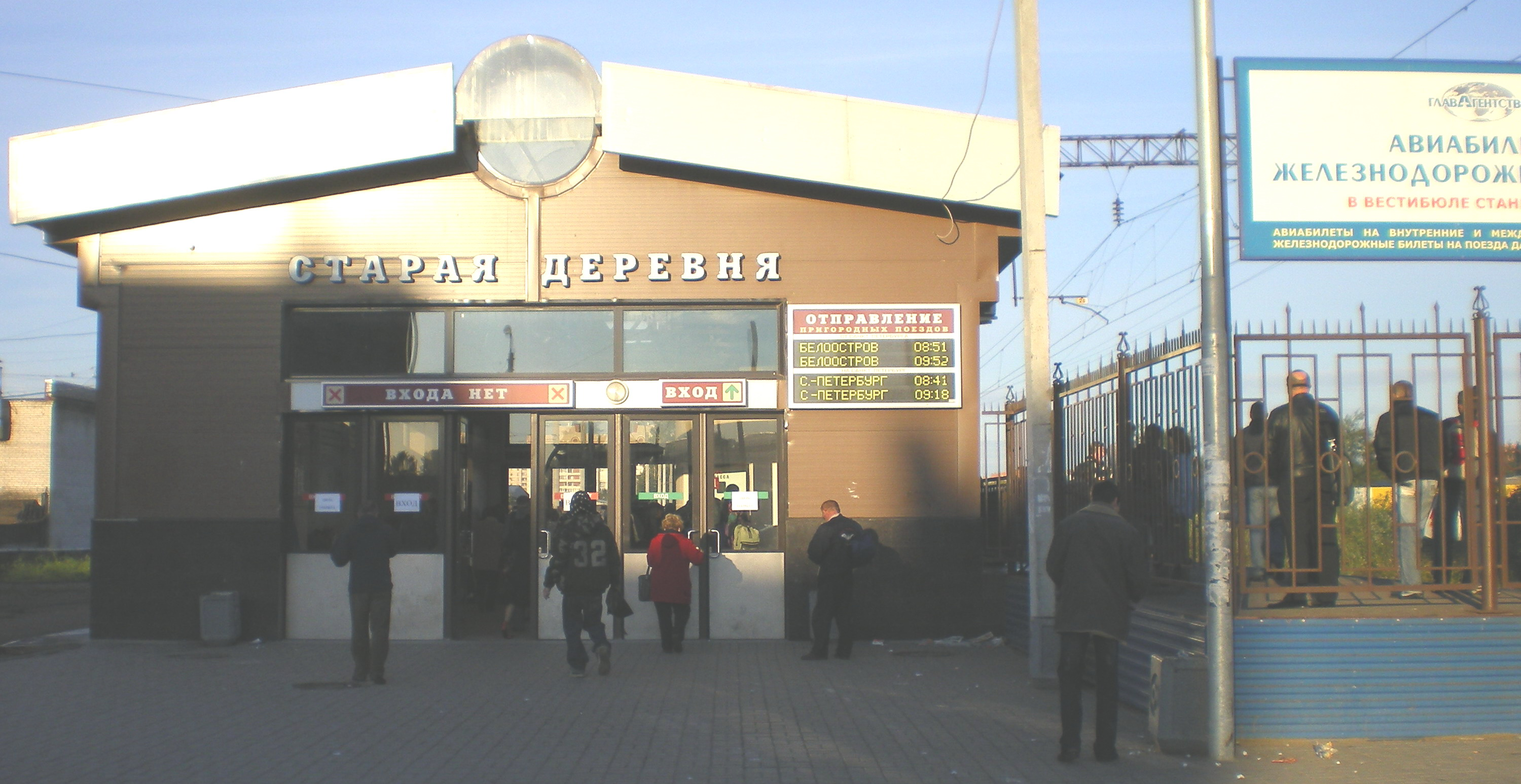
Кассовый павильон, 2007 год
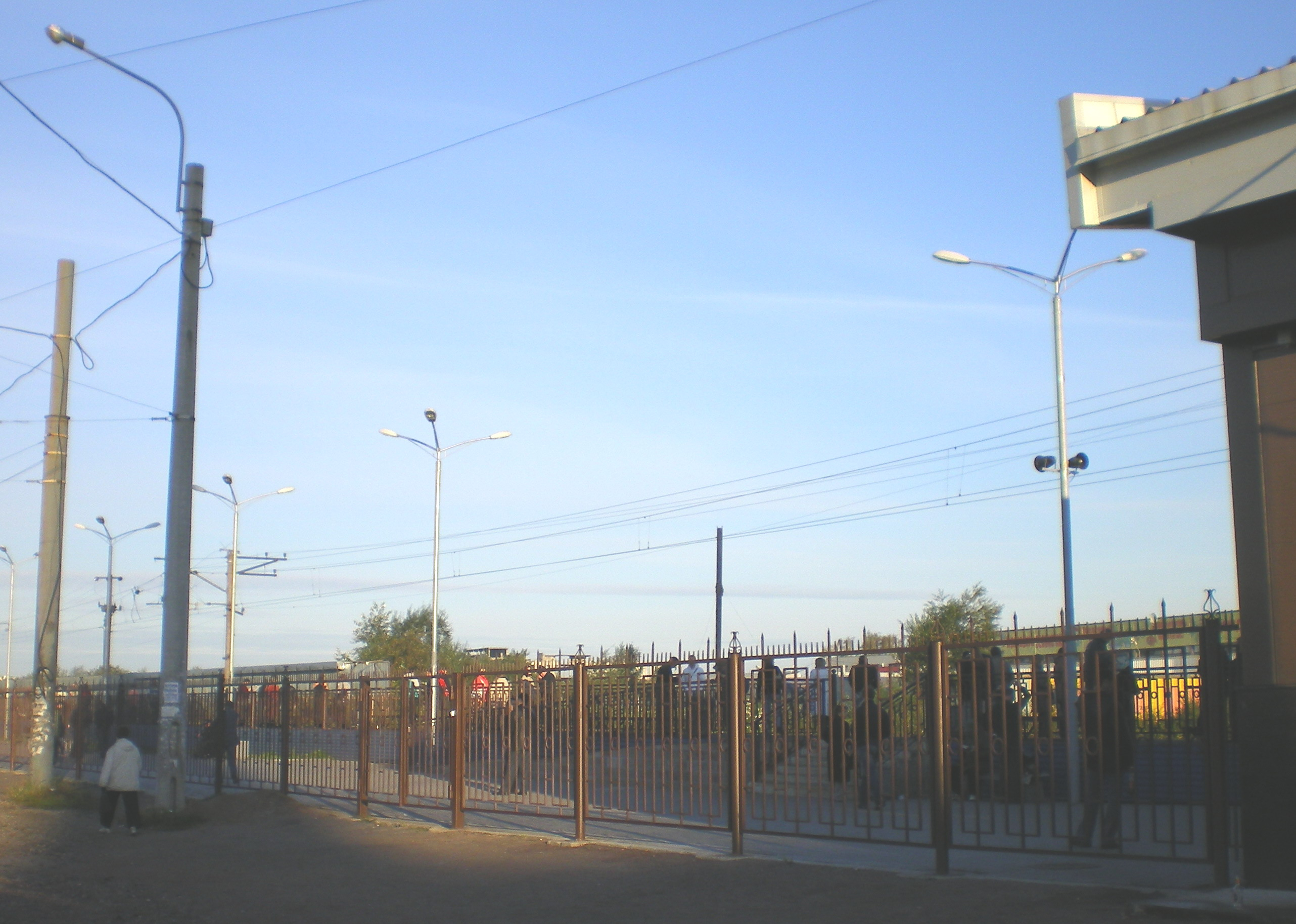
«Загон» для пассажиров перед платформой, 2007 год
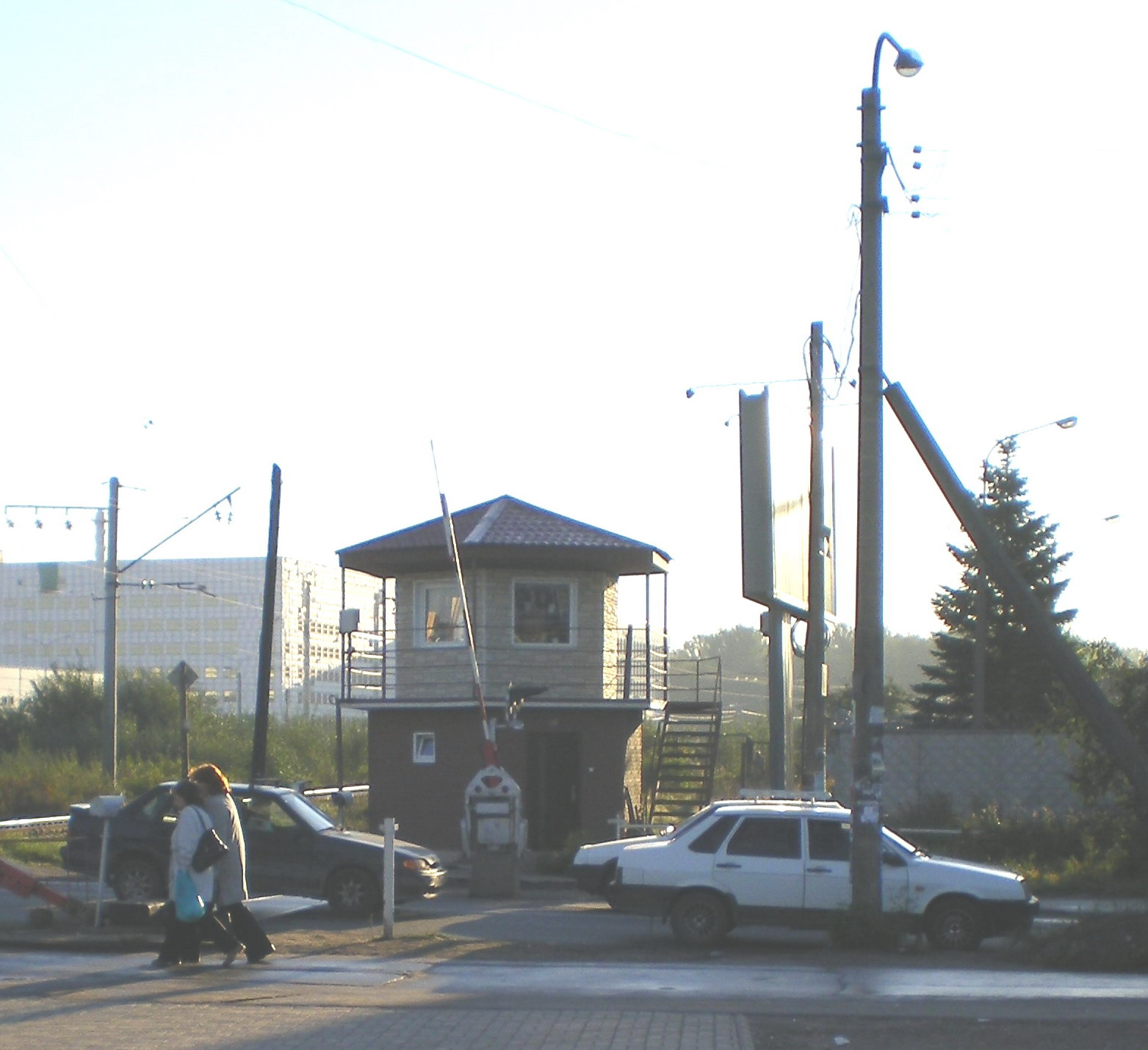
Переезд рядом с платформой, 2007 год
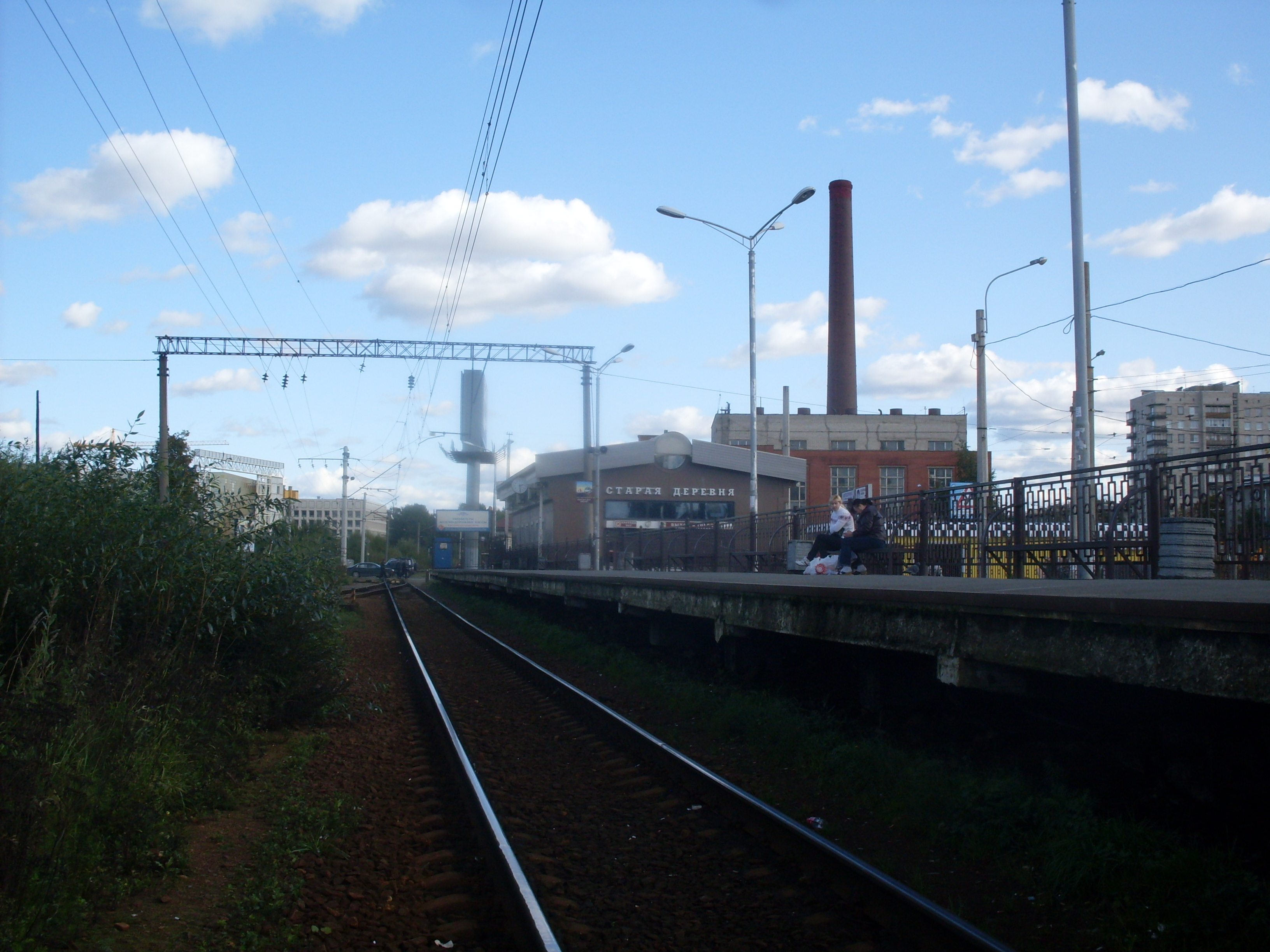
Вид на платформу с насыпи, 2009 год